# P. J. Byrne
Pour les articles homonymes, voir Byrne.
Paul Jeffrey Byrne (né le 15 décembre 1974) est un acteur américain. Il est surtout connu pour ses rôles dans des films tels Comment tuer son boss ?, Destination finale 5, Moi, député et Le Loup de Wall Street ainsi que dans des séries télévisées telles The Game et Intelligence.

## Filmographie

### Scénariste et réalisateur
- 2012 : Last Supper

### Acteur

#### Courts métrages
- 2010 : The Candidate : Paul
- 2011 : New Romance : PJ
- 2012 : Coffees : Barry

#### Cinéma
- 2003 : Bruce tout-puissant
- 2005 : Braqueurs amateurs
- 2005 : Ma sorcière bien-aimée
- 2007 : La Guerre selon Charlie Wilson : Jim Van Wagenen
- 2007 : Evan tout-puissant
- 2007 : Loveless in Los Angeles (en) : Perry
- 2007 : À la recherche de l'homme parfait : Photographe
- 2008 : Soyez sympas, rembobinez : Mr. Baker
- 2008 : Le Gospel du bagne (First Sunday) : Dr. Preston
- 2008 : Kissing Cousins : Tucker
- 2008 : Surfer, Dude : avocat de Zarno
- 2008 : Soul Men : docteur de Floyd
- 2009 : Finding Bliss (en) : Gary
- 2010 : The Dinner  : Davenport
- 2010 : Mesures exceptionnelles : Dr. Preston
- 2011 : Son of Morning : Mitchel Zangwell
- 2011 : Comment tuer son boss ? : Kenny Sommerfield
- 2011 : Destination finale 5 : Isaac Palmer
- 2011 : Snitch : Perry
- 2012 : Moi, député  : Rick
- 2012 : K-11 : C.R.
- 2013 :Le Loup de Wall Street : Nicky  "Rugrat" Koskoff
- 2014 : Blackout total : Moshe
- 2015 : The Gift : Danny McDonald
- 2015 : Eloise
- 2018 : Le 15 h 17 pour Paris : M. Henry
- 2018 : Rampage : Hors de contrôle (Rampage) : Nelson
- 2019 : Scandale (Bombshell) : Neil Cavuto
- 2022 : Babylon de Damien Chazelle : Max
- 2022 : Spirited : L'Esprit de Noël (Spirited) de Sean Anders
- 2024 : Un parfait inconnu (A Complete Unknown) de James Mangold : Harold Levanthal
- 2024 : The Moon and Back de Leah Bleich
- 2024 : Dear Santa de Bobby Farrelly
- 2025 : Flowervale Street de David Robert Mitchell

#### Télévision
- 2002 : Hôpital San Francisco : Dr. Whitby
- 2002 : Urgences : Ken the Kiosk Man
- 2003 : The Lyon’s Den (en) : Larry Michaels
- 2003 : La Vie avant tout : Levin
- 2003 : Oui, chérie ! : AD
- 2003 : Preuve à l'appui : Forensic Goofball
- 2005 : Aile Ouest : David Orbitz
- 2006 : My Boys (en) : Keith Luger
- 2006 : Just Legal : Wayne
- 2006 : Reno 911, n'appelez pas ! : Agent Bruce Padul
- 2006 : Old Christine : Doug
- 2006 : Four Kings (en) : Sheldon Dratch
- 2006 : Jumeau : Eric Weiner
- 2006 : NCIS : Enquêtes spéciales : Ross Logan
- 2006–2012 : The Game : Irv Smiff
- 2007 : Viva Laughlin (en) : Jonesy
- 2007 : Boston Justice : Matthew Steinkellner
- 2007 : Desperate Housewives : Nick
- 2009 : Hannah Montana : Baz B. Berkley
- 2009 : Three Rivers : Dale Coffey
- 2009 : Philadelphia : Tad
- 2009 : Burn Notice : Stacey Conolly
- 2009 : Bones : Joe Fillion
- 2011 : Mentalist : Kieran Carruthers
- 2011 : Castle : Tony
- 2012 : Are You There, Chelsea? : Elliot
- 2012–2014 : La Légende de Korra : Bolin (voice)
- 2014 : Intelligence : Nelson Cassidy
- 2016 : Vinyl : Scott Leavitt
- 2017-2019 : Big Little Lies : principal Warren Nippal
- 2019- : The Boys : Adam Bourke
- 2023 : Code Quantum : Enock Abrams (saison 2, épisode 1)

### Jeux vidéo
- 2014 : La Légende de Korra : Bolin (voix)

## Voix francophones
En France, Laurent Morteau, est la voix la plus régulière de P. J. Byrne, qu'il a commencé à doubler dans NCIS : Enquêtes spéciales en 2006. Il le double tour à tour dans Comment tuer son boss ?, Rampage : Hors de contrôle, I'm Dying Up Here, Big Little Lies, Mes premières fois ou encore Shazam! La Rage des Dieux.
En parallèle, l'acteur est doublé par Philippe Bozo à trois reprises, dans Intelligence, Babylon et Un parfait inconnu, ainsi qu'à deux reprises par Olivier Augrond dans Le Loup de Wall Street et Blackout total, Jérôme Wiggins dans Blindspot et Ghosts mais aussi Philippe Siboulet dans Black Lightning et Dynastie.
À titre exceptionnel, plusieurs comédiens se succèdent pour le doubler : Thierry Bourdon dans Soyez sympas, rembobinez, Stéphane Miquel dans The Dinner, Marc Perez dans Mesures exceptionnelles, Martin Amic dans Destination finale 5, Christophe Lemoine dans Vinyl, François Pacôme dans The Clapper, Thierry Wermuth dans Eux et Vincent Ropion dans The Big Cigar.
Au Québec, P. J. Byrne n'a pas de voix régulière. Philippe Martin l'a tout de même doublé à deux reprises, dans Ravages et Application mortelle.
D'autres comédiens lui ont prêté leur voix comme Nicolas Charbonneaux-Collombet dans Destination ultime 5, Jean-François Beaupré dans Le Loup de Wall Street, Tristan Harvey dans Bienvenue à la maison et Alexandre Daneau dans Babylon.